# Der König der Raben
Der König der Raben ist ein eher unbekanntes französisches Märchen, es wurde von Jean-François Bladé niedergeschrieben und wurde gemeinsam mit 18 weiteren Zaubermärchen von Josef Guter herausgegeben.

## Inhalt
Ein grasgrüner, einäugiger Mann hat drei Töchter, die allesamt sehr schön waren. Die jüngste mit zehn Jahren war jedoch die schönste. Der König der Raben kommt zu ihm und wollte einer seiner Töchter heiraten. Daraufhin geht der Vater zu seinen Töchtern und es stellt sich heraus, dass die beiden älteren bereits an jemand anderen versprochen sind. Die jüngste fragt er erst gar nicht. Als der König der Raben erfährt, dass niemand ihn heiraten will, pickt er erbost dem Vater ein Auge aus und fliegt fort.
Jammernd erzählt er seiner jüngsten Tochter, was passiert ist und sie entschließt sich, den König der Raben zu heiraten. Als der Rabe am nächsten Tag wieder angeflogen kommt und die freudige Nachricht vernimmt, gibt er dem Mann sein Auge zurück.
Nach der Hochzeit kommt eine Schar von Raben an, die ihre Königin in ein karges, eisiges Land und in das Schloss des Königs tragen. Um Mitternacht kommt erst der König der Raben und erklärt ihr, dass er von einem Bösewicht verflucht wurde. Ein Bösewicht hat ihn und sein gesamtes Volk in Raben verwandelt. Der Zauber kann nur gebrochen werden, wenn sie sieben Jahre lang neben ihm schläft, ohne ihn zu betrachten, während er in seiner menschlichen Form neben ihr ruht. Zur Sicherheit legte er noch ein blankes Schwert zwischen sie.
Um die einsamen Tage zu überbrücken, besieht sich die Königin die Umgebung und trifft auf eine Wäscherin, die versucht schwarze Wäsche weiß zu waschen. Die Königin hilft ihr und so wird die Wäsche wieder reinweiß. Zum Dank soll sie erst wiederkommen, wenn sie in großer Not ist.
Am Tag bevor sie den König der Raben endlich ansehen darf, will sie nicht länger warten. Sie wartet, bis ihr Gemahl schläft, und erkennt dann, dass er wunderschön ist, tropft ihn beim näheren Betrachten jedoch Wachs auf die Haut und weckt ihn damit auf. Der König der Raben erklärte ihr, dass sie damit alles verdorben hatte und ein Bösewicht jetzt alles mit ihm anstellen konnte. Während die Königin das Schloss weinend verließ, verschaffte sich jener Bösewicht zutritt und fesselt den König der Raben mit einer Eisenkette. Dann brachte er ihn auf einen Berg auf einer hohen Insel, schmiedet ihn an den Gipfel und lässt ihn von einem schwarzen und einem weißen Wolf bewachen, die abwechselnd schlafen und daher einer am Tag wacht und einer in der Nacht.
Die Königin kehrt in ihrer Not zur Wäscherin zurück und bekommt von ihr Eisenschuhe, einen Zwerchsack mit Brot, eine Flasche mit Wein und ein Messer. Wenn sie die Schuhe durchgelaufen hat, sei sie ihrem Ziel ganz nahe. Der Sack und die Flasche wurden niemals leer und so konnte sie sich auf ihrer Suche ernähren. Denn sie brauchte noch eine blaue Blume die „Tag und Nacht sing und dass sie Eisen bricht“. Mit dieser Blume kann sie ihren Gemahl befreien. Als sie bei der Blume ankommt, zerbrechen ihre Schuhe und sie schneidet sie ab. Mit der Blume kommt sie bei ihrem Gemahl an, schläfert mit dem Gesang die Wölfe ein und tötet sie. Dann befreit sie den König, wobei die blaue Blume sofort verwelkt. Dann kommen alle Raben angeflogen und nehmen ihre menschliche Gestalt an. Woraufhin alle befreit sind und in ihre Heimat heimkehren können.